# Шапошников, Евгениуш
Евгениуш Шапошников (17 июля 1917, Варшава — 8 июля 1991, Ноттингем) — истребитель-ас ВВС Польши во Второй мировой войне; 8 подтвержденных личных побед и одна в группе.

## Биография
Участвовал в сентябрьской кампании 1939 года в составе 111-й истребительной эскадрильи. 1 сентября он повредил He 111. После поражения Польши через Румынию добрался во Францию, где был направлен в Groupe de Chasse II/5. После капитуляции Франции прибыл в Англию и был направлен в 303-ю польскую истребительную эскадрилью.
В составе эскадрильи принял участие в битве за Британию. С 31 августа по 7 октября он сбил восемь немецких самолётов. В мае 1941 года был назначен инструктором. 14 декабря 1943 года был направлен в 316-ю польскую истребительную эскадрилью, 21 декабря 1943 года вернулся в 303-ю эскадрилью.
После окончания войны остался в Великобритании и сменил имя на Шарман.
Умер 8 июля 1991 года в Ноттингеме.

## Воздушные победы
- He 111 — 1 сентября 1939 г. (поврежден)
- 1/3 Hs 126 — Битва за Францию
- Bf 109 — 31 августа 1940 г.
- Do 215 — 7 сентября 1940 г.
- Bf 109 — 7 сентября 1940 г.
- 2 х Bf 110 — 11 сентября 1940 г.
- Bf 109 — 23 сентября 1940 г.
- Bf 109 — 27 сентября 1940 г.
- Bf 109 — 7 октября 1940 г., поврежден.

## Награды
- Виртути Милитари, Серебряный Крест
- Крест Доблести (Польша)[2]
- Крест Заслуг (Польша)[3]
- Медаль за выдающиеся летные заслуги

## Звания
- Подпоручик — ноябрь 1941 г.
- Поручик — 1 ноября 1942 г.
- капитан — 1 ноября 1944 г.